# تغار

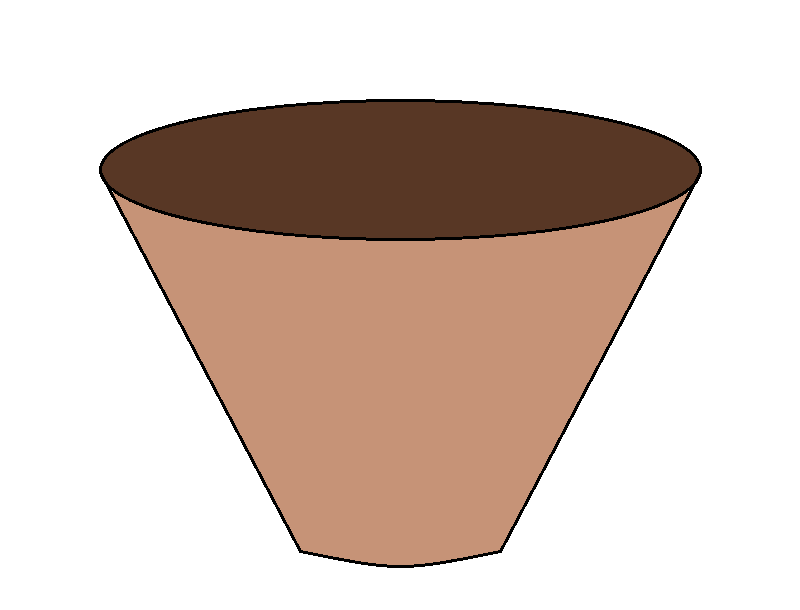
تغار

تَغار یا تاغار ظرف سفالی نسبتاً بزرگی بوده است که در آن مایعاتی مانند آب و ماست یا غلاتی مانند گندم و جو می‌ریختند. از آن برای سابیدن کشک نیز استفاده می‌کرده‌اند.

## واژه‌شناسی
برخی تغار را واژه‌ای ترکی می‌دانند و برخی آن را ترکی برگرفته از مغولی و برخی واژه‌ای ترکی-مغولی دانسته‌اند که وارد فارسی نیز شده است.

## اصطلاحات و ضرب‌المثل‌ها
- تغاری بشکند ماستی بریزد، جهان گردد به کام کاسه‌لیسان: این ضرب‌المثل اشاره به این دارد که یک اتفاق ناگواری افتاده و عده‌ای مفت‌خور به نان و نوایی رسیده‌اند.
- کون‌تغار:‌ یک فحش است که عمدتا در منطقه شیراز به کار می‌رود و به جهت تحقیر افراد به کار می‌رود.